# Lorde
Ella Marija Lani Yelich-O'Connor (sinh ngày 7 tháng 11 năm 1996) hay còn được biết đến với nghệ danh Lorde (/ˈlɔːd/) là nữ ca sĩ, nhạc sĩ sinh tại Takapuna và lớn lên ở Devonport, Auckland, New Zealand. Cô biểu diễn trong các lớp học nhạc và kịch từ bé, và đến năm mười ba tuổi cô đã ký hợp đồng với Universal Music Group.
Mở đầu sự nghiệp ca hát của mình bằng một EP, lấy tên là The Love Club, được ra mắt vào tháng 11 năm 2012. Đĩa đơn đầu tiên của cô, "Royals", giành được ngôi vị quán quân trên Billboard Hot 100, New Zealand Top 40 và có thành tích ấn tượng ở các bảng xếp hạng toàn thế giới.
Cô là nghệ sĩ hát đơn người New Zealand đầu tiên đạt được vị trí số một trên đất Mỹ. Sau EP đầu tiên, cô cho ra mắt album đầu tay Pure Heroine. Album là sự thành công cả về nghệ thuật và thương mại, đỉnh cao là album đã được 2 đề cử tại Giải Grammy lần thứ 56. Đĩa đơn "Royals" cũng được 1 đề cử Grammy cho Bài hát của năm.

## Tiểu sử
Ella Marija Lani Yelich-O'Connor sinh ra rại Takapuna vào ngày 7 tháng 11 năm 1996. Cha cô: Vic O'Connor là một kỹ sư xây dựng và mẹ cô: Sonja Yelich là một nhà thơ. Cô lớn lên ở khu ngoại ô Davonport với 2 người chị gái (Jerry và India Yelich-O'Connor) và một người em trai (Angelo Yelich-O'Connor). Cô mang trong mình hai dòng máu Croatia và Ireland. Lên năm tuổi, cô tham gia một nhóm diễn kịch và nâng cao kỹ năng nói trước đám đông. Trong những năm tháng học tiểu học, Lorde học trường Vauxhall và sau đó là trường cấp hai Belmont. Mẹ cô đã tạo điều kiện cho cô đọc rất nhiều thể loại sách và cô chia sẻ rằng việc đó tác động đến sáng tác của cô: "Tôi nghĩ rằng mẹ tôi là người tác động đến phong cách sáng tác của tôi bằng việc luôn mua sách cho tôi đọc. Bà mua cho tôi cả sách thiếu nhi lẫn sách người lớn và thật sự là không có loại sách nào mà tôi không được phép đọc. Tôi nhớ đã đọc "Feed" của M.T. Anderson lúc sáu tuổi, đọc sách của Salinger và Carver cũng trong khoảng thời gian ấy và Janet Frame lúc còn rất nhỏ. (Nguyên văn: "I guess my mum influenced my lyrical style by always buying me books. She'd give me a mixture of kid and adult books too, there weren't really any books I wasn't allowed to read. I remember reading Feed by M.T. Anderson when I was six, and her giving me Salinger and Carver at a young age, and Janet Frame really young too.")

## Sự nghiệp âm nhạc

### 2009-2011: Bắt đầu sự nghiệp
Vào ngày 13 tháng 8 năm 2009, Lorde cùng người bạn cùng ban nhạc của mình là Louis McDonald trò chuyện trong chương trình Afternoons của Jim Mora trên đài New Zealand. Sau đó, họ cùng cover "Mama Do (Uh Oh, Uh Oh)" của Pixie Lott và "Use Somebody" của Kings of Leon. Tháng 5 cùng năm đó, Lorde và McDonald thắng show tìm kiếm tài năng thường niên của trường với danh nghĩa là một nhóm hai người. Bố của McDonald - Ian - gửi đi bản audio thu lại bản cover "Warwick Avenue" (Duffy) của Lorde và con trai mình và đoạn video Lorde và McDonald hát "Mama Do" của Pixie Lott đến A&R của Universal Music Group (UMG): Scott Maclachlan. Năm 2009, Maclachlan ký hợp đồng với cô để cô bước tiến xa hơn. Lorde cũng là một thành viên trong nhóm nhạc Extreme của trường cấp hai Belmont. Nhóm nhạc sau đó đã đoạt giải ba trong chung kiện ở "Trận chiến giữa các ban nhạc ở North Shore" tổ chức tại trung tâm Bruce Mason, Takapuna, Auckland vào ngày 18 tháng 11 năm 2009.
Năm 2010, Lorde và McDonald cover trực tiếp theo định kỳ với tên gọi là "Ella & Louis," chơi nhạc tại quán cafe Leigh Sawmill  vào ngày 15 tháng 8, quán cafe Roasted Addiqtion (Kingsland) vào ngày 20 tháng 8, The Vic Unplugged nhà hát Victoria, Devonport vào 27 tháng 10, rồi đến Devonstock ở Devonport vào 12 tháng 12. Trong khi vẫn tiếp tục sự nghiệp ca hát của mình, Lorde đến học trường chuyên Takapuna từ năm 2010 đến 2013, hoàn thành 12 năm học. Cô đã quyết định không trở lại ca hát trong năm 2014 để học hết năm thứ 13. 
Năm 2011, UMG thuê Frances Dickinson làm người dạy thanh nhạc cho Lorde với lịch học là mỗi tuần 2 buổi trong một năm. Trong khoảng thời gian này, Lorde bắt đầu viết nhạc và được trả lương như rất nhiều nhạc sĩ khác, nhưng cô không thành công. Ở tuổi 14, Lorde bắt đầu đọc truyện ngắn viễn tưởng và học cách "ghép các từ với nhau." Cô biểu diễn các bài hát do chính mình sáng tác công khai lần đầu tiên tại The Vic Unplugged II ở sân khấu chính nhà hát Devonport Victoria vào ngày 16 tháng 11 năm 2011. Tháng 12 năm 2011, MacLachlan ghép Lorde với Joel Little - một nhạc sĩ, nhà sản xuất nhạc và ca sĩ hát chính cũ của "Goodnight Nurse." Cả hai đã thu âm 5 bài hát cho EP tại phòng thu âm Little's Golden Age ở Morningside, Auckland và hoàn thành trong vòng 3 tuần.

### 2012–2013: The Love Club EP và Pure Heroine
Tháng 11 năm 2012, Lorde tự công bố bản thu âm, đặt tên là The Love Club EP, thông qua tài khoản SoundCloud được download miễn phí. Sau khi được download miễn phí 60,000 lần, UMG quyết định phát hành EP một cách thương mại vào tháng 3 năm 2013. Dự án xếp thứ 2 trên bảng xếp hạng New Zealand và Úc. Tháng 6 năm đó, "Royals" được phát hành như một single trong EP. Single đã trở thành một hit trong nhiều thể loại nhạc, vươn lên xếp thứ nhất bảng xếp hạng Billboard Hot 100 của Mỹ trong 9 tuần liên tiếp. Nhờ thành công này, Lorde trở thành ca sĩ solo trẻ nhất có single xếp thứ nhất bảng xếp hạng ở Mỹ với "Royals," từ hồi Tiffany với "I Think We're Alone Now" (1987). Bài hát cuối cùng đã thắng APRA Silver Scroll Award 2013 và cả hai giải Grammy danh giá cho "Màn trình diễn solo pop hay nhất" (Best Pop Solo Performance) và "Bài hát của năm" (Song of the Year) tại giải Grammy 2014.
Tháng 9 năm 2013, Lorde tung ra album phòng thu đầu tay của mình: "Pure Heroine." Album vươn lên dẫn đầu các bảng xếp hạng ở New Zealand, Úc và nằm trong top 5 trong bảng xếp hạng của các quốc gia khác như Canada, Ireland, Na Uy và Vương Quốc Anh. Ở Mỹ, "Pure Heroine" xếp thứ 3 trong bảng xếp hạng Billboard 200, bán được 1.33 triệu bản. Trên toàn thế giới, "Pure Heroine" bán được 1.5 triệu bản tính đến cuối năm 2013. Album cũng đồng thời được đề cử giải Grammy cho "Album Pop hay nhất" (Best Pop Vocal Album).
Theo sau việc phát hành "Pure Heroine" là 4 single: "Tennis Court" được công bố tháng 6 năm 2013, đứng đầu bảng xếp hạng các single ở New Zealand; single thứ 3; "Team" trở thành một trong 10 hit trên toàn cầu; riêng "No Better", bài hát chỉ có trong bản mở rộng của "Pure Heroine" và "Glory and Gore" được công bố như 2 single cuối của bản thu âm. Cuối tháng 9 năm 2013, giới truyền thông thông báo rằng bản cover single "Tears for Fears' ", "Everybody Wants to Rule the World", sản xuất bởi Michael A. Levine và Lucas Cantor của Lorde được liệt kê vào danh sách nhạc phim cho "The Hunger Games: Catching Fire."
Tháng 11 năm 2013, Lorde ký hợp đồng xuất bản với Songs Music Publishing, được cho là trị giá 2.5 triệu USD, sau một cuộc đấu thầu giữa rất nhiều công ty, bao gồm cả Sony Music Entertainment và hãng đĩa của Lorde là UMG. Hợp đồng sẽ cho phép người xuất bản có quyền cấp giấy phép cho nhạc của Lorde sử dụng trong phim và quảng cáo. Cuối năm 2013, cô bắt đầu một mối quan hệ tình cảm với James Lowe - một thợ chụp ảnh người châu Á. 

### 2014-Hiện tại: Bản album studio thứ hai sắp tới và bản soundtrack Chim Húng Nhại, P.1
Vào tháng 12 năm 2013, Lorde công bố rằng cô ấy đã bắt đầu viết album studio thứ hai của mình. Vào tháng 6 năm 2014, Lorde nói rằng album studio thứ hai của cố ấy đã tiến vào giai đoạn đầu và như vậy tới giờ thì nó “hoàn toàn khác” với bản album đầu tay của cô ta. Vào nửa đầu năm 2014, Lorde quảng cáo rầm rộ cái lễ hội, bao gồm cả Laneway Festival ở Sydney (Úc), ba bản South American editions của Lollapalooza (Chile, Santiago, Buenos Aires, Argentina, và São Paulo, Brazil) và Coachella Festival ở California.
Để quảng bá The Love Club EP và Pure Heroine, Lorde bắt tay vào một tuor lưu diễn quốc tế, tour đầu tiên được tổ chức ở Bắc Mỹ vào đầu năm 2014. Sau đó cô ta thông báo tour ở Úc tổ chức vào tháng 6, tour ở Bắc Mỹ lần thứ hai vào tháng 8. Vào tháng 4 cùng năm, Lorde biểu diễn “All Apologies” cùng với thành viên còn lại của ban nhạc Nirvana trong buổi lễ cảm ứng tại Rock N’ Roll Hall of Fame.
Ngày 1 tháng 4 năm 2014, Lorde biểu diễn tại Lollapalooza lần nửa tại Grant Park (Chicago). Tác phẩm của lorde được giới phê bình đón nhận nồng nhiệt, với BillBoard chọn nó là phần trình diễn hay nhất thứ năm của lễ hội, trong khi Rolling Stone cho rằng nó là phân khúc hay nhất trong các sự kiện của Chicago.
Ngày 29 tháng 9 năm 2014, Lorde ra mắt ca khúc “Yellow Flicker Beat” là bản single trích từ album soundtrack của bộ phim Đấu trường Sinh Tử: Chim Húng Nhại – Phần 1. Lorde giám sát việc đối chiếu các nội dung của album, với điều kiện góp giọng vào một vài bài hát. Vào sinh nhật thứ 18 của cô ấy (tháng 11 năm 2014), người ta tính được rằng Lorde thu được 11.000.000 NZ$

## Giải thưởng và đề cử
Lorde được giải Oscar 2017
Bài hát Royals đạt giải Bài hát của năm tại Grammy 2014

## Danh sách đĩa nhạc
- Pure Heroine (2013)
- Melodrama (2017)
- Solar Power (2021)
- Virgin (2025)